# Robert Powell (tennis)
Pour les articles homonymes, voir Robert Powell et Powell.
Robert Branks Powell, né le 11 avril 1881 à Victoria en Colombie-Britannique et mort le 28 avril 1917 à Vimy en France, est un joueur de tennis canadien.

## Biographie
Robert Powell participe à sept reprises au tournoi de Wimbledon entre 1907 et 1913. Il réalise sa principale performance en 1908 en ralliant le dernier carré où il est battu par Arthur Gore. L'année suivante, il remporte la Wimbledon Plate. Il est aussi quart-de-finaliste en 1910 et 1912. En double, il est finaliste (All Comer's Final) en 1910 avec Kenneth Powell contre Josiah Ritchie et Tony Wilding.
En 1908, il est le capitaine de la délégation canadienne de tennis lors des Jeux olympiques de Londres. Il perd au troisième tour en simple et au second en double avec James Foulkes.
Il fait partie en 1913 de la première équipe canadienne de Coupe Davis dont il est le capitaine. Aux côtés de Bernard Schwengers, ils battent l'Afrique du Sud et la Belgique avant de s'incliner en finale contre les Américains. L'année suivante, ils jouent une rencontre face à l'Australasie.
Dans le civil, il est avocat et a servi comme secrétaire particulier du gouverneur du Québec Henri-Gustave Joly de Lotbinière de 1900 à 1904.
Lieutenant dans l'Armée canadienne, il a servi dans le 50e Gordon Highlanders puis dans le 48e Bataillon d'Infanterie Royale du Canada lors de la Première Guerre mondiale. Il meurt le 28 avril 1917 lors de la Bataille de la crête de Vimy alors qu'il commandait une section de 50 hommes.